# Руджери, Фердинандо
Фердинандо Руджери (итал. Ferdinando Ruggeri; (1691, Флоренция — 27 июня 1741, Флоренция) — итальянский архитектор и гравёр, работавший во Флоренции в период позднего барокко. Руджери участвовал в проектировании фасада церкви Сан-Фиренце (1715), Палаццо Каппони во Флоренции, палаццо Санседони (1736) в Сиене и Коллегиальной церкви (1738) в Эмполи. Он также публиковал книги по архитектуре.

## Биография
Фердинандо Руджери родился во Флоренции в 1691 году. Он был помощником Карло Фонтаны, для которого он подготовил чертежи Палаццо Каппони (завершён около 1710 года) во Флоренции. Его первым крупным заказом стала реконструкция фасада (примерно с 1715 года) ораториальной церкви Сан-Филиппо Нери (или Кьеза Нуова) во Флоренции, входящей в комплекс зданий, известный как Комплекс Сан-Фиренце, или Комплекс Сан-Филиппо Нери, принадлежавший ораторианцам. Строительство церкви было начато в 1668 году Пьером Франческо Сильвани, и фасад Руджери имеет ярко выраженные барочные формы с парами коринфских колонн по сторонам и выделяющимся сегментным фронтоном. Центральный элемент трёхчастного фасада, обращённый к монастырю, был позже спроектирован Дзаноби дель Россо (1724—1798), который также воспроизвёл фасад церкви Руджери в восточной части (1772—1775), создав симметричную композицию.
В 1732 году Руджери подал неудачный конкурсный проект фасада Латеранской базилики в Риме, а в 1736—1739 годах перестроил церковь Санта-Феличита во Флоренции для дома Медичи. В тот же период он перестроил палаццо Санседони (ок. 1736) в Сиене и Коллегиальную церковь в Эмполи (1736—1738). В 1740 году Руджери работал над вторым Палаццо Каппони на Виа Кавур во Флоренции и в том же году перестроил колокольню церкви Сан-Лоренцо во Флоренции. Грандиозный проект палаццо Никколини не был реализован. Здания Руджери, выполненные преимущественно в стиле барокко, во многом обязаны своей ясностью форм его наставнику Карлу Фонтане.
Руджери также активно работал как художник-гравёр, опубликовав несколько сборников офортов, включающих главный труд «Опыты гражданской архитектуры» (Studio d’architettura civile, 1722—1728), содержащий 237 иллюстраций. Его самой известной работой стал план города Флоренции от 1 сентября 1731 года, гравюра, которая впоследствии многократно переиздавалась и модернизировалась. Подробный план был составлен по собственным рисункам художника и стал первым, где были точно были изображены многие детали. Издание было посвящёно последнему великому герцогу Тосканы из династии Медичи, Джану Гастоне де Медичи.

## Галерея

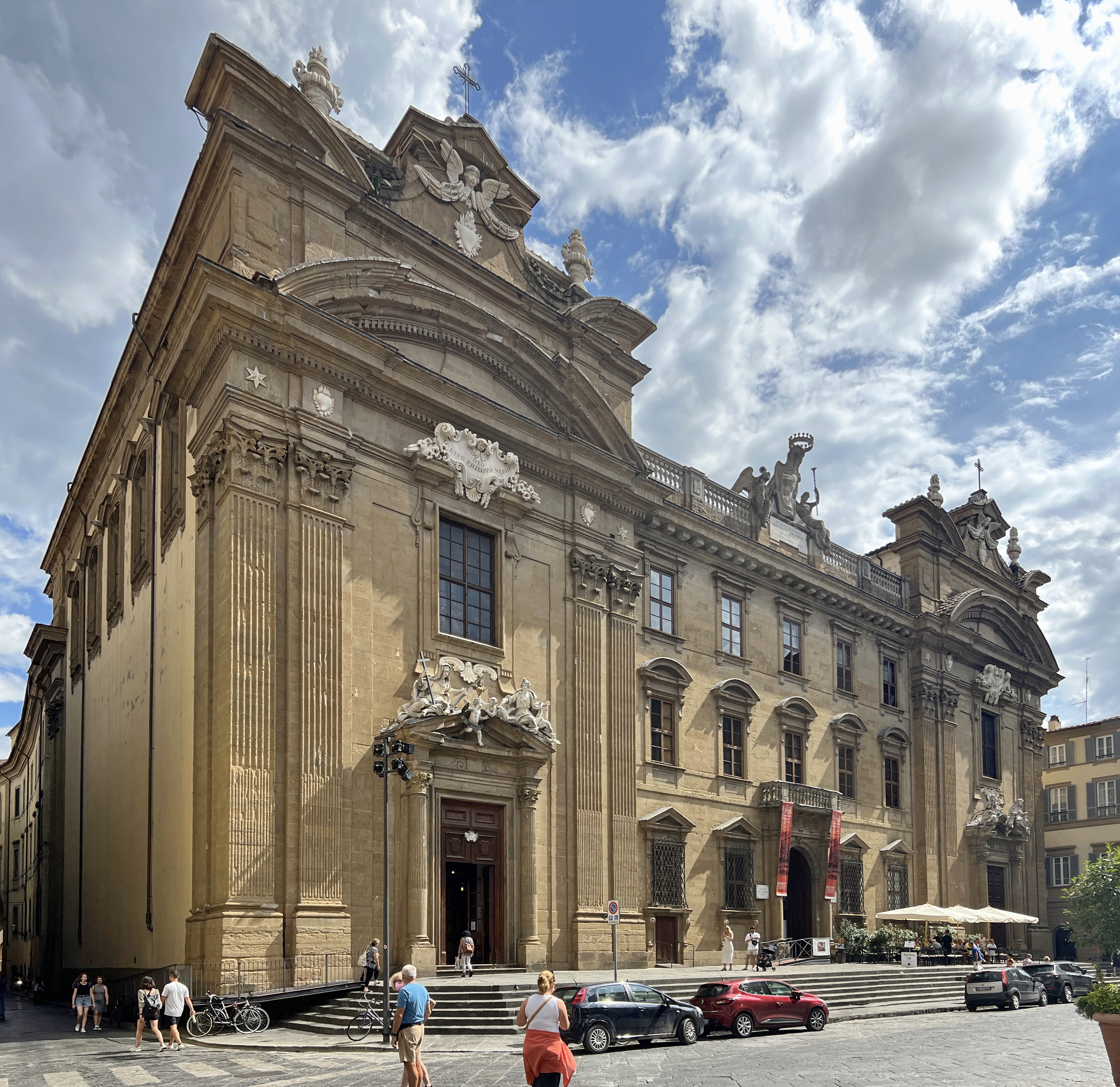
Комплекс Сан-Фиренце, или Комплекс Сан-Филиппо Нери. Главный фасад. Проект 1715 г.
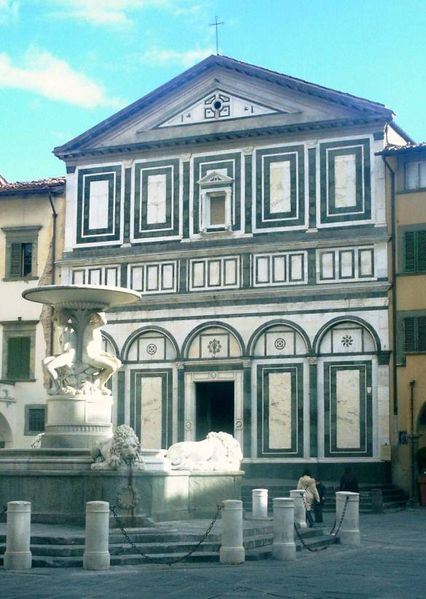
Коллегиальная церковь в Эмполи. Главный фасад. 1736–1738
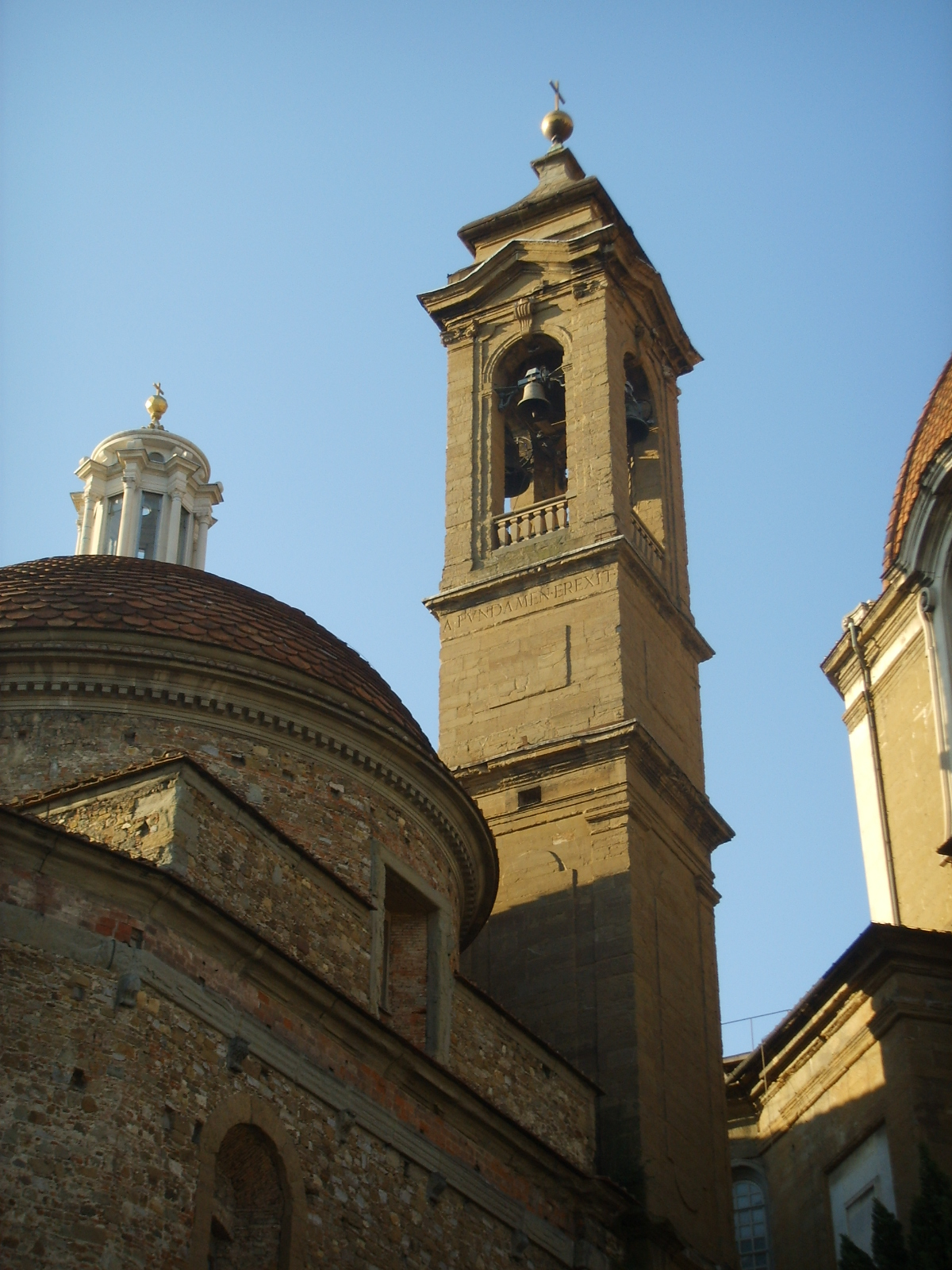
Колокольня церкви Сан-Лоренцо. 1740. Флоренция
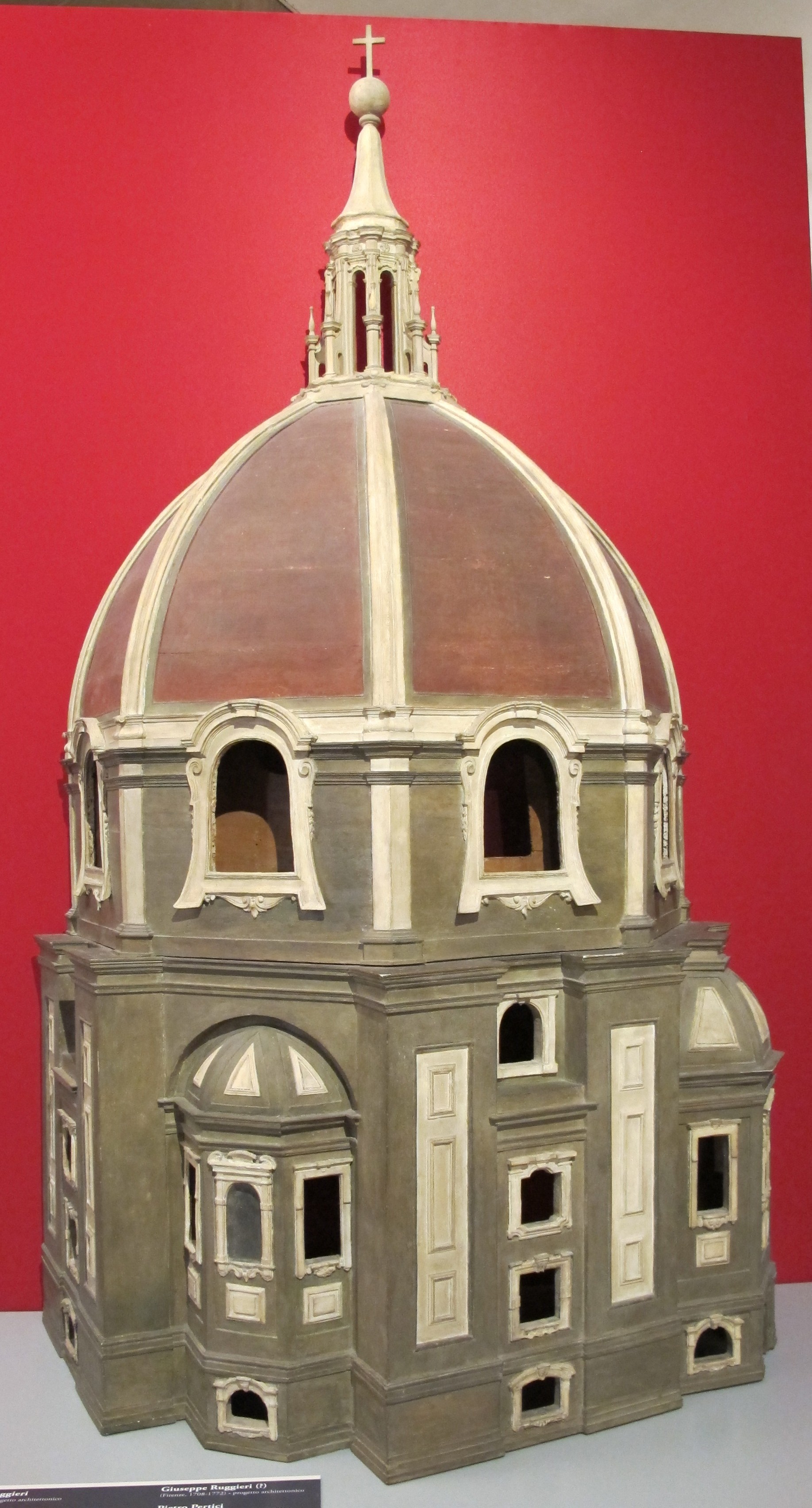
Фердинандо и Джузеппе Руджери. Капелла принцев церкви Сан-Лоренцо. Проект. 1740-1742. Музей Капеллы Медичи, Флоренция
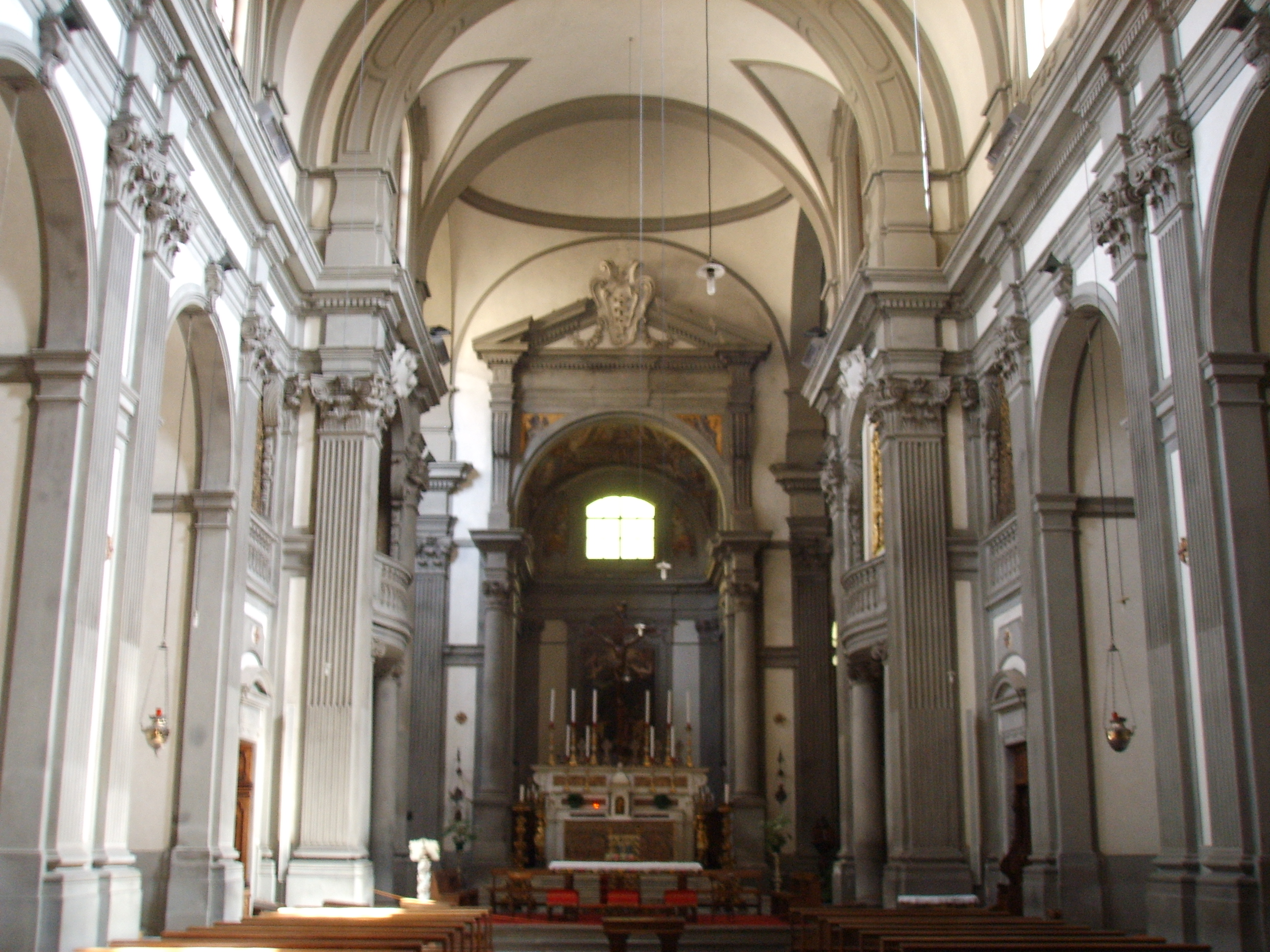
Церковь Санта-Фличита. Интерьер. 1736–1739, Флоренция